# العلاقات الهندية الإيرانية
تشير العلاقات الهندية الإيرانية إلى العلاقات الثنائية بين البلدين. أقامت الهند المستقلة وإيران علاقات دبلوماسية في 15 مارس عام 1950. توترت العلاقات بين جمهورية الهند والدولة الإمبراطورية الإيرانية السابقة خلال معظم فترة الحرب الباردة بسبب اهتماماتهما السياسية المختلفة، إذ عززت الهند غير المنحازة علاقات عسكرية قوية مع الاتحاد السوفيتي، وتمتعت إيران بعلاقات وثيقة مع الولايات المتحدة. تعززت العلاقات بين إيران والهند بشكل مؤقت بعد ثورة عام 1979. أعاق دعم إيران المستمر لعلاقات باكستان والهند الوثيقة مع العراق خلال الحرب الإيرانية العراقية المزيد من تطوير العلاقات الهندية الإيرانية. دعمت الهند وإيران التحالف الشمالي في أفغانستان ضد نظام طالبان في التسعينيات من القرن العشرين. واصل البلدان التعاون في دعم الحكومة واسعة النطاق والمناهضة لطالبان بقيادة أشرف غني وبدعم من الولايات المتحدة. وقع البلدان على اتفاقية تعاون دفاعي في ديسمبر عام 2002.
تعد إيران ثاني أكبر مورد للنفط الخام إلى الهند من المنظور الاقتصادي، وتزودها بأكثر من 425 ألف برميل من النفط يوميًا، وبالتالي تعد الهند واحدة من أكبر المستثمرين الأجانب في صناعة النفط والغاز في إيران. توقفت تجارة النفط السنوية التي تبلغ قيمتها 12 مليار دولار أمريكي بين الهند وإيران في عام 2011، وذلك بسبب العقوبات الاقتصادية المكثفة المفروضة ضد إيران، فأجبر ذلك وزارة النفط الهندية على تسديد الديون من خلال نظام مصرفي عبر تركيا.
تختلف الهند وإيران من المنظور الجيوسياسي بشكل كبير في قضايا السياسة الخارجية الرئيسية، وذلك على الرغم من اشتراك البلدين في بعض المصالح الاستراتيجية. أعربت الهند عن معارضتها الشديدة لبرنامج إيران النووي، ودعمت وجود قوات الناتو في أفغانستان على عكس إيران، وذلك في الوقت في الذي عارض فيه البلدان وجود طالبان.
نظر 71% من الإيرانيين إلى تأثير الهند بشكل إيجابي، و21% منهم بشكل سلبي، وذلك وفقًا لاستطلاع أجرته إذاعة بي بي سي العالمية في نهاية عام 2005، وهي النسبة الأكثر تفضيلًا للهند من أي دولة في العالم. عرضت إيران أن تكون وسيطًا بين الهند وباكستان نظرًا لكونها على علاقة جيدة مع كل البلدين.

## العلاقات الحالية
تتمتع الهند وإيران بعلاقات ودية في العديد من المجالات، وذلك على الرغم من عدم احتفاء الهند بثورة عام 1979. توجد روابط تجارية كبيرة، خاصة في واردات النفط الخام إلى الهند وصادرات الديزل إلى إيران. اعترضت إيران كثيرًا على محاولات باكستان صياغة قرارات مناهضة للهند في منظمات دولية مثل منظمة التعاون الإسلامي ولجنة حقوق الإنسان. رحبت الهند بإدراج إيران دولة مراقبة في اتحاد جنوب آسيا للتعاون الإقليمي (سارك).
التحق عدد متزايد من الطلاب الإيرانيين بالجامعات الهندية، ولاسيما في مدينتي بونه وبنغالور. ترى حكومة رجال الدين في طهران نفسها زعيمة للشيعة في جميع أنحاء العالم بما في ذلك الهند. يتمتع الشيعة الهنود بدعم الدولة مثل منحهم العطلة الوطنية المعترف بها في شهر محرَّم. ما زالت لكهنؤ مركزًا رئيسًا للثقافة الشيعية والدراسة الفارسية في شبه القارة الهندية.
ناشد القائد الأعلى الإيراني آية الله علي خامنئي المسلمين في جميع أنحاء العالم لدعم النضال من أجل الحرية في ولاية جامو وكشمير في عام 2010. استدعت الهند بدورها القائم بأعمال السفير الإيراني في نيودلهي لتقديم اعتراض رسمي.
احتجزت إيران في أغسطس عام 2013 أكبر سفينة عابرة للمحيط تابعة لشركة الشحن الهندية أثناء نقل النفط في الخليج العربي، وهي سفينة إم تي ديش شانتي، التي تحمل النفط الخام من العراق. كانت إيران حازمة وأصرت على أن احتجاز الناقلة كان «مسألة تقنية وغير سياسية».
ذهب رئيس الوزراء ناريندرا مودي بزيارة رسمية إلى إيران في 22 مايو عام 2016. ركزت الزيارة على التواصل الثنائي والبنية التحتية وشراكة الطاقة والتجارة.
حث القائد الأعلى الإيراني آية الله خامنئي المسلمين في كشمير على «طرد المضطهدين»، وذلك قبيل زيارة رئيس الوزراء ناريندرا مودي إلى إسرائيل في يوليو عام 2017.

## العلاقات الاقتصادية
تجاوزت تجارة إيران مع الهند 13 مليار دولار أمريكي في عام 2007، وذلك بزيادة قدرها 80% في حجم التجارة في غضون عام. وصل هذا الرقم من خلال دول خارجية مثل الإمارات إلى 30 مليار دولار.

### زيادة متجددة في واردات النفط
تغيرت الواردات من إيران بشكل أساسي من حوالي 250 ألف برميل يوميًا من عام 2012 حتى 2013، فأدى ذلك إلى ارتفاعها بشكل متناسب بسبب توقف الصادرات الإيرانية إلى أوروبا، وذلك في حين أن إجمالي حجم الخام الهندي المستورد ارتفع بشكل طفيف فقط من 3.2 مليون برميل يوميًا في عامي 2009/2010 إلى 3.44 مليون برميل يوميًا في عامي 2012/2013. لا علاقة للاحتجاز الأخير للناقلة الهندية من قبل المسؤولين الإيرانيين بحظر النفط، ولكن في محاولة لتوفير 8.5 مليار دولار أمريكي من العملة الصعبة وإدراكًا للتنازل عن 180 يومًا من العقوبات الأمريكية، خططت الهند لزيادة واردات إيران بقيمة 11 مليون طن في عام 2014، بالإضافة إلى مليوني طن من النفط الخام المشحون من إيران بحلول يونيو عام 2013، أي بزيادة قدرها 21.1% عن السنة التي قبلها.

### ممر النقل بين الشمال والجنوب
يُعد ممر النقل بين الشمال والجنوب الطريق المائي، والسكة الحديدية، والطريق البري لنقل البضائع بين الهند وروسيا وإيران وأوروبا والقوقاز وآسيا الوسطى. يشمل الطريق بشكل أساسي نقل الحمولة من الهند وإيران وأذربيجان وروسيا عبر السفن والسكك الحديدية والطرق البرية. إن الهدف من الممر هو زيادة التواصل التجاري بين المدن الكبرى مثل مومباي وموسكو وطهران وباكو وبندر عباس وأستراخان وبندر أنزلي وغيرها. أُجريت عمليات تجريبية على طريقين في عام 2014. كانت أول عملية على الطريق بين مومباي وباكو عبر بندر عباس، والطريق الثاني من مومباي إلى أستراخان عبر بندر عباس وطهران وبندر أنزلي. كان الهدف من الدراسة هو تحديد ومعالجة العوائق الرئيسية. أظهرت النتائج انخفاض تكاليف النقل بمقدار «2500 دولار لكل 15 طن من البضائع». تشمل الطرق الأخرى التي توضع في عين الاعتبار الطرق عبر أرمينيا وكازاخستان وتركمانستان.

### التعليم
يدرس نحو 8000 طالب إيراني في الهند. تقدم الهند 67 منحة دراسية كل عام للطلاب الإيرانيين في إطار برامج التعاون الاقتصادي والتقني الهندي، والقنصلية الهندية للعلاقات الثقافية، وخطة كولومبو ومبادرة حافة المحيط الهندي ورابطة حافة المحيط الهندي. يزور الهند كل عام حوالي 40,000 إيراني لأغراض مختلفة.
تخدم مدرسة هندي طهران، سفارة مدرسة الهند، المواطنين الهنود الذين يعيشون في طهران.

### الدين
يتجمع أكبر عدد من الزرادشتيين في العالم في مجتمع بارسي في الهند. هاجر العديد من الزرادشتيين خلال الفتح العربي لبلاد فارس إلى الساحل الغربي للهند، فاحتوت البلاد نتيجة لذلك أكبر عدد من الزرادشتيين في العالم. ساهم مجتمع البارسيون بشكل كبير في العصر الحديث في الهند وباكستان في مجالات السياسة والصناعة والعلوم والثقافة. من أبرز البارسيين الهنديين دادبهي ناوردجي (رئيس المؤتمر الوطني الهندي لثلاث دورات)، والمارشال سام مانيكشو، وعالم الطاقة النووية هومي بهابها، والصناعي جيه. أر دي. تاتا، وعائلة تاتا. كان نجم الروك فريدي ميركوري (المغني الرئيسي في فرقة كوين) هنديًا بارسيًا ولد في زنجبار، وزوبين ميهتا أيضًا، وهو قائد فرقة موسيقية غربية كلاسيكية بارسي من مومباي.

## مقارنة بين البلدين
هذه مقارنة عامة ومرجعية للدولتين:
| وجه المقارنة                                              | الهند                       | إيران                    |
| --------------------------------------------------------- | --------------------------- | ------------------------ |
| المساحة (كم2)                                             | 3.29 مليون                  | 1.65 مليون               |
| عدد السكان (نسمة)                                         | 1.35 مليار                  | 79.97 مليون              |
| الكثافة السكانية (ن./كم²)                                 | 410.33                      | 48.47                    |
| العاصمة                                                   | نيودلهي                     | طهران                    |
| اللغة الرسمية                                             | اللغة الهندية، لغة إنجليزية | لغة فارسية               |
| العملة                                                    | روبية هندية                 | ريال إيراني              |
| الناتج المحلي الإجمالي (بليون دولار)                      | 2.60 تريليون                | 439.51 مليار             |
| الناتج المحلي الإجمالي (تعادل القوة الشرائية) بليون دولار | 8.00 تريليون                | 1.36 تريليون             |
| الناتج المحلي الإجمالي الاسمي للفرد دولار أمريكي          | 1.60 ألف                    |                          |
| الناتج المحلي الإجمالي للفرد دولار أمريكي                 | 5.70 ألف                    |                          |
| مؤشر التنمية البشرية                                      | 0.609                       | 0.766                    |
| رمز المكالمات الدولي                                      | +91                         | +98                      |
| رمز الإنترنت                                              | .in، .भारत ‏، .بھارت ‏،        | .ir،                     |
| المنطقة الزمنية                                           | ت ع م+05:30، توقيت الهند    | ت ع م+03:30، توقيت إيران |

## مدن متوأمة
في ما يلي قائمة باتفاقيات التوأمة بين مدن هندية وإيرانية:
- ترتبط حيدر آباد مع أصفهان باتفاقية توأمة منذ 2000.

## منظمات دولية مشتركة
يشترك البلدان في عضوية مجموعة من المنظمات الدولية، منها:
| علم المنظمة | اسم المنظمة                        | تاريخ انضمام الهند | تاريخ انضمام إيران |
| ----------- | ---------------------------------- | ------------------ | ------------------ |
|             | يونسكو                             | 4 نوفمبر 1946      | 6 سبتمبر 1948      |
|             | الفريق المعني برصد الأرض           | ?                  | ?                  |
|             | مؤسسة التمويل الدولية              | 20 يوليو 1956      | 28 ديسمبر 1956     |
|             | منظمة حظر الأسلحة الكيميائية       | ?                  | ?                  |
|             | مؤسسة التنمية الدولية              | 24 سبتمبر 1960     | 10 أكتوبر 1960     |
|             | وكالة ضمان الاستثمار متعدد الأطراف | 6 يناير 1994       | 15 ديسمبر 2003     |
|             | الاتحاد البريدي العالمي            | ?                  | ?                  |
|             | منظمة الشرطة الجنائية الدولية      | ?                  | ?                  |
|             | الأمم المتحدة                      | 30 أكتوبر 1945     | 24 أكتوبر 1945     |
|             | البنك الدولي للإنشاء والتعمير      | 27 ديسمبر 1945     | 29 ديسمبر 1945     |
|             | المنظمة الهيدروغرافية الدولية      | ?                  | ?                  |

## أعلام
هذه قائمة لبعض الشخصيات التي تربطها علاقات بالبلدين:
- أورنكزيب عالم كير (3 نوفمبر 1618[41][42] – 3 مارس 1707[41][42][43])
- بارسيون
- جلال الدين أكبر (جلال الدين أكبر، 15 أكتوبر 1542[44][45] – 27 أكتوبر 1605)
- روح الله الخميني (المرشد الأعلى للثورة الإسلامية في إيران السابق، 24 سبتمبر 1902[46][47] – 3 يونيو 1989[48])
- ممتاز محل (27 أبريل 1593 – 17 يونيو 1631[49])
- مهير بابا (25 فبراير 1894[50][51] – 31 يناير 1969[50][51])

## وصلات خارجية
- موقع وزارة الخارجية الهندية
- موقع وزارة الخارجية الإيرانية